# 宇治氏
宇治氏（うじし）は、「宇治」の名を冠する日本の氏族。
神武天皇の皇孫健磐龍命の子阿蘇国造速瓶玉命を祖とする阿蘇氏の同族。

## 出自
『長秋記』天永2年（1111年）8月条には、相撲人として阿蘇四郎宇治惟利の名前が見える。阿蘇神社の大宮司家を務めた阿蘇氏は、康治元年（1142年）12月付宇治惟宣解に見えるように、実質的な始祖とされる惟宣が歴史の表舞台に登場した時から宇治姓を名乗っていた。『太宰管内志』によれば、宇治を名乗ったのは健磐龍命が山城の宇治から阿蘇に下ったためであるとされる。実際、奈良時代には宇治郡の郡司を務める宇治宿禰・宇治連が見える。ただし、「阿蘇学頭坊文書」のうち、応永12年（1405年）6月26日付の文書には阿蘇惟政が「宇治朝臣惟政」と署名しており、「阿蘇文書」のうち、天文13年（1534年）9月16日付の文書に阿蘇惟豊が「正四位宇治惟豊宿禰」と署名している（姓が朝臣から宿禰に退化している）ことから、室町時代にはすでに何故どのように宇治姓を名乗るようになったのかは不明であったと考えられる。『肥後地誌略』では「宇治朝臣」としており、その由来は不明とする。

## 概要
山城国宇治郡の宇治氏は、奈良時代中期頃から朝廷に仕えていた。肥後国阿蘇郡の宇治氏との関係は不明だが、『太宰内管志』では阿蘇氏のルーツは宇治郡とされる。天平12年（740年）1月10日には、宇治郡の擬少領無位・宇治宿禰恵都や主帳無位・宇治連千庭、保長・宇治鈖がいた。天平17年（745年）には、宇治郡加美郷の戸主かつ擬大領正八位上の宇治宿禰水通や戸口の宇治宿禰大国、保長・宇治連奈多麻呂が確認できる。天平宝字5年（761年）11月2日には大国郷戸主従八位上・宇治連麻呂が、天平神護3年（767年）3月2日には岡本郷目代・宇治連知麻呂が、延暦10年（791年）1月21日には宇治宿禰豊川が、承和8年（831年）10月9日には従七位上・宇治宿禰浄守が、承和13年（836年）年10月11日には大初位上・宇治連久治良が、承和14年（837年）6月27日には式部位子・正八位下で保証刀禰を務めた宇治宿禰広根が、天暦8年（954年）5月8日には无位・宇治連允連が、万寿2年（1025年）3月5日には宇治宿禰良明が、寛元元年（1243年）1月24日には宇治宿禰守信が確認できる。
肥後国阿蘇郡が本拠地である宇治氏（阿蘇氏）は、平安時代中期頃から朝廷に直接仕えていた。『政事要略』によると、承平5年（935年）6月13日官符に、讃岐国大内郡白鳥郷の戸主・阿蘇豊成の戸口である弾正少疏大初位下・阿蘇公広遠の名前が確認できる。広遠は『類聚符宣抄』天慶9年（944年）8月13日官符によれば従七位下左少史・阿蘇公広遠となっている。天暦3年（949年）7月25日官符によれば右大史となり、さらに、『朝野群載』や『政事要略』所収の天暦5年（951年）1月30日官符によれば、1月30日に右大史から左大史へと転任となり、また正六位上と宿禰姓を賜り、左大史正六位上・阿蘇宿禰広遠となっている。また、『本朝世紀』によれば、正暦4年（994年）10月1日条に、右少史・阿蘇有隣の名前が見える。『百錬抄』寛治元年（1087年）四月条には阿蘇社祝恒富と見える。『中右記』寛治2年（1088年）8月7日条には、相撲人の阿蘇惟遠の名前が見える。『長秋記』天永2年（1111年）8月条には、相撲人として阿蘇四郎宇治惟利の名前が見える。これは宇治姓を名乗った最古の例である。阿蘇神社の大宮司家を務めた阿蘇氏は、康治元年（1142年）12月付宇治惟宣解に見えるように、実質的な始祖とされる惟宣が歴史の表舞台に登場した時から宇治姓を名乗っていた。

## 末裔
『地下家伝』では、江戸時代に滝口武士を務めた石井氏が宇治姓であるとされる。それによると、日野家々士を務めた正興の子・石井房和が明和3年（1766年）3月1日に14歳で滝口武士に補任されたのをはじめとして、石井正福-石井正文-石井房徳-石井房季-石井房吉-石井正従-石井正心と続いた。